# El Dakhleya SC
El Dakhleya Sporting Club w skrócie El Dakhleya SC (ar. اسمنت السويس) – egipski klub piłkarski grający w egipskiej pierwszej lidze, mający siedzibę w mieście Kair, w dzielnicy Abbassia.

## Stadion
Domowe mecze klub rozgrywa na Al-Shorta Stadium w Kairze. Stadion może pomieścić 5000 widzów.

## Reprezentanci kraju grający w klubie
Stan na styczeń 2023.
| - Amir Abdel-Hamid - Ahmed Abdel-Raouf - Salah Amin - Mahmoud Ezzat - Ahmed Samir Farag - Islam Gaber - Al-Sayed Hamdy - Mohamed Ibrahim - Hossam Hassan - Ahmed Ayman Mansour - Amr Marey - Ahmed Samir Mohamed - Mostafa Mohamed - Hassan Mostafa - Mohamed Nagib - Hossam Salama - Mohamed Salem | - Emad Sayed - Farid Shawki - Mohamed Sobhy - Ahmed Temsah - Cyrille Bayala - Youssouf Sanou - Saïdou Simporé - Cédric Ondo Biyoghé - Keoulen Lamah - Ahmed Wafa Abdulkader - Marwan Mansour Al-Mabrouk - Ahmed Al-Trbi - Jude Aneke - Mohammed Ahmed Samara - Kévin Muhire - Allan Kyambadde |